# Abdulwahab Darawshe
Abdulwahab Darawshe (in arabo عبد الوهاب دراوشة‎?, in ebraico עבד-אלוהאב דראושה‎?; Iksal, 12 ottobre 1943) è un ex politico israeliano di etnia araba, fondatore del Partito Democratico Arabo.

## Biografia
Nato in un piccolo villaggio vicino a Nazareth nell'allora Mandato britannico della Palestina, dopo essersi laureato all'Università di Haifa lavorò come insegnante. Nel 1984 venne eletto per la prima volta al Knesset con il Partito Laburista Israeliano, facente parte della coalizione Allineamento. Lasciò il partito agli inizi del 1988, in segno di protesta verso le posizioni repressive assunte dalla dirigenza nei confronti della Prima intifada, iniziata alla fine dell'anno precedente. Nel marzo di quello stesso anno, insieme a membri di concili locali, intellettuali, piccoli capi religiosi e uomini d'affari fondò il Partito Democratico Arabo.
Alle elezioni legislative del 1988 il suo partito ottenne l'1.2% dei voti, superando di poco la soglia di sbarramento (1%) e ottenendo un posto all'assemblea, occupato da Darawshe stesso. Mantenne il suo posto anche alle elezioni del 1992, con il proprio partito che guadagnò un altro parlamentare. Al suo terzo mandato, venne nominato sottosegretario per l'educazione araba e sottosegretario per l'avanzamento dello status delle donne arabe.
Dopo essere stato rieletto nel 1996, non riuscì a riconfermarsi nel 1999, dove aveva cercato di formare un'alleanza con altri partiti arabo-israeliani per presentare una lista unita, senza però successo, dimettendosi quindi anche dalla guida del suo partito. Rimase tuttavia molto attivo negli sforzi per l'organizzazione di negoziazioni di pace tra il governo israeliano e l'Organizzazione per la Liberazione della Palestina.

## Pensiero politico
Di posizione moderata, l'obiettivo principale di Darawshe fu sicuramente il raggiungimento di una pace tra palestinesi ed israeliani, oltre che l'ottenimento di pari diritti per i palestinesi residenti in Israele. Nell'ottobre 1992, Darawshe si recò a Tunisi per incontrare Yasser Arafat, incoraggiandolo nel cercare una via diplomatica e aprire discussioni con lo Stato di Israele; in risposta a queste azioni, il partito Likud indisse una richiesta di sospensione dell'Immunità parlamentare di Darawshe, per poterlo processare per Terrorismo. Nel 1997 aiutò nell'organizzare un incontro tra Ariel Sharon e Mahmud Abbas. Nell'ottobre 1998 fece parte di un gruppo di membri arabi del Knesset che incontrò il presidente egiziano Hosni Mubarak per discutere del processo di pace. Darawshe è inoltre membro dell'Alliance for Middle East Peace.
In un'intervista del 2002 affermò di essersi sentito tradito dalle istituzioni israeliane e che non avrebbe più celebrato lo Yom HaAtzmaut fino a quando non si sarebbe trovata una soluzione al Conflitto israelo-palestinese.